# Ronde van Kroatië 2015
De 10e editie van de Ronde van Kroatië vond in 2015 plaats van 22 tot en met 26 april. De start was in Makarska, de finish in Zagreb. De ronde maakte deel uit van de UCI Europe Tour 2015, in de categorie 2.1. De vorige keer dat de wedstrijd werd georganiseerd, in 2007, was het een 2.2-koers en won de Kroaat Radoslav Rogina. Deze editie werd gewonnen door de Pool Maciej Paterski.

## Deelnemende ploegen
| ProContinentaal       | Continentaal            | Continentaal         | Nationaal |
| --------------------- | ----------------------- | -------------------- | --------- |
| CCC Sprandi Polkowice | Meridiana Kamen         | ActiveJet            | Italië    |
| Novo Nordisk          | Adria Mobil             | Cycling Academy      |           |
| RusVelo               | D'Amico-Bottecchia      | Ecuador              |           |
|                       | Felbermayr Simplon Wels | Frøy Bianchi         |           |
|                       | GM                      | Idea 2010 ASD        |           |
|                       | Join-S\|De Rijke        | LKT Team Brandenburg |           |
|                       | MG.Kvis-Vega            | Radenska Ljubljana   |           |
|                       | Vérandas Willems        |                      |           |

## Etappe-overzicht
| etappe | datum    | start                        | finish | type       | afstand  | winnaar         | klassementsleider |
| ------ | -------- | ---------------------------- | ------ | ---------- | -------- | --------------- | ----------------- |
| 1e     | 22 april | Makarska                     | Split  | Heuvelrit  | 154 km   | Grega Bole      | Grega Bole        |
| 2e     | 23 april | Šibenik                      | Zadar  | Heuvelrit  | 204 km   | Marko Kump      | Marko Kump        |
| 3e     | 24 april | Nationaal park Plitvicemeren | Učka   | Heuvelrit  | 230 km   | Maciej Paterski | Maciej Paterski   |
| 4e     | 25 april | Pula                         | Umag   | Heuvelrit  | 155,1 km | Dimitri Claeys  | Maciej Paterski   |
| 5e     | 26 april | Sveti Martin na Muri         | Zagreb | Vlakke rit | 177 km   | Maciej Paterski | Maciej Paterski   |

## Etappe-uitslagen

### 1e etappe
| Makarska – Split (154 km) |                 |                       |          |
| Plaats                    | Naam            | Ploeg                 | Tijd     |
| Winnaar                   | Grega Bole      | CCC Sprandi Polkowice | 3u58'07" |
| 2                         | Maciej Paterski | CCC Sprandi Polkowice | z.t.     |
| 3                         | Marko Kump      | Adria Mobil           | z.t.     |
| 4                         | Paweł Franczak  | ActiveJet             | z.t.     |
| 5                         | Jure Miskulin   | Radenska Ljubljana    | z.t.     |
| 6                         | Davide Viganò   | Idea 2010 ASD         | z.t.     |
| 7                         | Rok Korošec     | Radenska Ljubljana    | z.t.     |
| 8                         | Roman Majkin    | RusVelo               | z.t.     |
| 9                         | Carl Soballa    | LKT Team Brandenburg  | z.t.     |
| 10                        | Ivan Balykin    | RusVelo               | z.t.     |
|                           |                 |                       |          |
| 15                        | Gaëtan Bille    | Vérandas Willems      | z.t.     |
| 20                        | Jetse Bol       | Join-S\|De Rijke      | z.t.     |

| Algemeen klassement |                     |                         |          |
| Plaats              | Naam                | Ploeg                   | Tijd     |
| Rode trui           | Grega Bole          | CCC Sprandi Polkowice   | 3u57'57" |
| 2                   | Maciej Paterski     | CCC Sprandi Polkowice   | + 4"     |
| 3                   | Marko Kump          | Adria Mobil             | + 6"     |
| 4                   | Stef Van Zummeren   | Vérandas Willems        | + 7"     |
| 5                   | Jordi Simón         | Ecuador                 | z.t.     |
| 6                   | Felix Großschartner | Felbermayr Simplon Wels | + 8"     |
| 7                   | Łukasz Bodnar       | ActiveJet               | z.t.     |
| 8                   | Jetse Bol           | Join-S\|De Rijke        | + 9"     |
| 9                   | Mario González      | ActiveJet               | z.t.     |
| 10                  | Paweł Franczak      | ActiveJet               | + 10"    |

### 2e etappe
| Šibenik – Zadar (204 km) |                   |                       |          |
| Plaats                   | Naam              | Ploeg                 | Tijd     |
| Winnaar                  | Marko Kump        | Adria Mobil           | 4u50'40" |
| 2                        | Paweł Franczak    | ActiveJet             | z.t.     |
| 3                        | Roman Majkin      | RusVelo               | z.t.     |
| 4                        | Filippo Fortin    | GM                    | z.t.     |
| 5                        | Davide Viganò     | Idea 2010 ASD         | z.t.     |
| 6                        | Silvio Giorni     | D'Amico-Bottecchia    | z.t.     |
| 7                        | Jordi Simón       | Ecuador               | z.t.     |
| 8                        | Coen Vermeltfoort | Join-S\|De Rijke      | z.t.     |
| 9                        | Liam Bertazzo     | Italië                | z.t.     |
| 10                       | Maciej Paterski   | CCC Sprandi Polkowice | z.t.     |
|                          |                   |                       |          |
| 11                       | Olivier Pardini   | Vérandas Willems      | z.t.     |

| Algemeen klassement |                    |                         |          |
| Plaats              | Naam               | Ploeg                   | Tijd     |
| Rode trui           | Marko Kump         | Adria Mobil             | 8u48'32" |
| 2                   | Grega Bole         | CCC Sprandi Polkowice   | + 5"     |
| 3                   | Stef Van Zummeren  | Vérandas Willems        | + 6"     |
| 4                   | Paweł Franczak     | ActiveJet               | + 9"     |
| 5                   | Maciej Paterski    | CCC Sprandi Polkowice   | z.t.     |
| 6                   | Roman Majkin       | RusVelo                 | + 11"    |
| 7                   | Jordi Simón        | Ecuador                 | + 12"    |
| 8                   | Felix Großchartner | Felbermayr Simplon Wels | + 13"    |
| 9                   | Łukasz Bodnar      | ActiveJet               | z.t.     |
| 10                  | Jetse Bol          | Join-S\|De Rijke        | + 14"    |

### 3e etappe
| Nationaal park Plitvicemeren – Učka (230 km) |                     |                       |          |
| Plaats                                       | Naam                | Ploeg                 | Tijd     |
| Winnaar                                      | Maciej Paterski     | CCC Sprandi Polkowice | 5u55'57" |
| 2                                            | Primož Roglič       | Adria Mobil           | + 18"    |
| 3                                            | Sylwester Szmyd     | CCC Sprandi Polkowice | + 33"    |
| 4                                            | Edward Ravasi       | Italië                | + 38"    |
| 5                                            | Sergej Firsanov     | RusVelo               | + 51"    |
| 6                                            | Branislaw Samojlaw  | CCC Sprandi Polkowice | + 1'20"  |
| 7                                            | Emanuel Kišerlovski | Meridiana Kamen       | + 1'25"  |
| 8                                            | Davide Pacchiardo   | Italië                | + 2'11"  |
| 9                                            | Domen Novak         | Adria Mobil           | + 2'58"  |
| 10                                           | Marek Rutkiewicz    | CCC Sprandi Polkowice | + 3'26"  |
|                                              |                     |                       |          |
| 16                                           | Stef Van Zummeren   | Vérandas Willems      | + 7'46"  |
| 30                                           | Wouter Mol          | Join-S\|De Rijke      | + 13'13" |

| Algemeen klassement |                     |                       |           |
| Plaats              | Naam                | Ploeg                 | Tijd      |
| Rode trui           | Maciej Paterski     | CCC Sprandi Polkowice | 14u44'22" |
| 2                   | Primož Roglič       | Adria Mobil           | + 34"     |
| 3                   | Sylwester Szmyd     | CCC Sprandi Polkowice | + 51"     |
| 4                   | Edward Ravasi       | Italië                | + 1'00"   |
| 5                   | Sergej Firsanov     | RusVelo               | + 1'13"   |
| 6                   | Branislaw Samojlaw  | CCC Sprandi Polkowice | + 1'41"   |
| 7                   | Emanuel Kišerlovski | Meridiana Kamen       | + 1'47"   |
| 8                   | Davide Pacchiardo   | Italië                | + 2'33"   |
| 9                   | Marek Rutkiewicz    | CCC Sprandi Polkowice | + 3'48"   |
| 10                  | Grega Bole          | CCC Sprandi Polkowice | + 3'56"   |
|                     |                     |                       |           |
| 15                  | Stef Van Zummeren   | Vérandas Willems      | + 7'59"   |
| 29                  | Wouter Mol          | Join-S\|De Rijke      | + 13'35"  |

### 4e etappe
| Pula – Umag (155,1 km) |                  |                         |          |
| Plaats                 | Naam             | Ploeg                   | Tijd     |
| Winnaar                | Dimitri Claeys   | Vérandas Willems        | 3u20'42" |
| 2                      | Paweł Bernas     | AvtiveJet Team          | z.t.     |
| 3                      | Gaëtan Bille     | Vérandas Willems        | z.t.     |
| 4                      | Jure Golcer      | Felbermayr Simplon Wels | + 2"     |
| 5                      | Liam Bertazzo    | Italië                  | + 42"    |
| 6                      | Marko Kump       | Adria Mobil             | z.t.     |
| 7                      | Rino Gasparrini  | Italië                  | z.t.     |
| 8                      | Roman Majkin     | RusVelo                 | z.t.     |
| 9                      | Matteo Malucelli | Idea 2010 ASD           | z.t.     |
| 10                     | Filippo Fortin   | GM                      | z.t.     |
|                        |                  |                         |          |
| 41                     | Wouter Mol       | Join-S\|De Rijke        | z.t.     |

| Algemeen klassement |                     |                       |           |
| Plaats              | Naam                | Ploeg                 | Tijd      |
| Rode trui           | Maciej Paterski     | CCC Sprandi Polkowice | 18u05'46" |
| 2                   | Primož Roglič       | Adria Mobil           | + 34"     |
| 3                   | Sylwester Szmyd     | CCC Sprandi Polkowice | + 51"     |
| 4                   | Edward Ravasi       | Italië                | + 1'12"   |
| 5                   | Sergej Firsanov     | RusVelo               | + 1'13"   |
| 6                   | Branislaw Samojlaw  | CCC Sprandi Polkowice | + 1'41"   |
| 7                   | Emanuel Kišerlovski | Meridiana Kamen       | + 1'47"   |
| 8                   | Davide Pacchiardo   | Italië                | + 2'33"   |
| 9                   | Marek Rutkiewicz    | CCC Sprandi Polkowice | + 3'45"   |
| 10                  | Grega Bole          | CCC Sprandi Polkowice | + 3'56"   |
|                     |                     |                       |           |
| 15                  | Stef Van Zummeren   | Vérandas Willems      | + 7'59"   |
| 26                  | Wouter Mol          | Join-S\|De Rijke      | + 13'35"  |

### 5e etappe
| Sveti Martin na Muri – Zagreb (177 km) |                     |                         |          |
| Plaats                                 | Naam                | Ploeg                   | Tijd     |
| Winnaar                                | Maciej Paterski     | CCC Sprandi Polkowice   | 3u59'40" |
| 2                                      | Felix Großschartner | Felbermayr Simplon Wels | z.t.     |
| 3                                      | Roman Majkin        | RusVelo                 | z.t.     |
| 4                                      | Olivier Pardini     | Vérandas Willems        | z.t.     |
| 5                                      | Joeri Calleeuw      | Vérandas Willems        | + 10"    |
| 6                                      | Davide Viganò       | Idea 2010 ASD           | z.t.     |
| 7                                      | Marek Rutkiewicz    | CCC Sprandi Polkowice   | + 14"    |
| 8                                      | Grega Bole          | CCC Sprandi Polkowice   | + 17"    |
| 9                                      | Coen Vermeltfoort   | Join-S\|De Rijke        | z.t.     |
| 10                                     | Jordi Simón         | Ecuador                 | z.t.     |

## Eindklassementen
| Plaats    | Naam                | Ploeg                   | Tijd      |
| --------- | ------------------- | ----------------------- | --------- |
| Rode trui | Maciej Paterski     | CCC Sprandi Polkowice   | 22u05'16" |
| 2         | Primož Roglič       | Adria Mobil             | + 1'01"   |
| 3         | Sylwester Szmyd     | CCC Sprandi Polkowice   | + 1'18"   |
| 4         | Edward Ravasi       | Italië                  | + 1'39"   |
| 5         | Sergej Firsanov     | RusVelo                 | + 1'30"   |
| 6         | Branislaw Samojlaw  | CCC Sprandi Polkowice   | + 2'17"   |
| 7         | Emanuel Kišerlovski | Meridiana Kamen         | + 2'32"   |
| 8         | Davide Pacchiardo   | Italië                  | + 3'18"   |
| 9         | Marek Rutkiewicz    | CCC Sprandi Polkowice   | + 4'09"   |
| 10        | Grega Bole          | CCC Sprandi Polkowice   | + 4'23"   |
| 11        | Michał Podlaski     | AvtiveJet Team          | + 5'07"   |
| 12        | Matija Kvasina      | Felbermayr Simplon Wels | + 6'37"   |
| 13        | José Tito Hernandéz | GM                      | + 7'05"   |
| 14        | Paolo Ciavatta      | D'Amico-Bottecchia      | + 7'08"   |
| 15        | Roman Majkin        | RusVelo                 | + 8'25"   |
| 16        | Stef Van Zummeren   | Vérandas Willems        | + 8'33"   |
| 17        | Nicola Gaffurini    | MG.Kvis-Vega            | + 9'26"   |
| 18        | Davide Viganò       | Idea 2010 ASD           | + 9'30"   |
| 19        | Moreno Giampaolo    | MG.Kvis-Vega            | + 10'57"  |
| 20        | Enea Cambianica     | Meridiana Kamen         | + 12'03"  |
|           |                     |                         |           |
| 27        | Wouter Mol          | Join-S\|De Rijke        | + 14'55"  |

| Plaats      | Naam              | Ploeg                 | Punten |
| ----------- | ----------------- | --------------------- | ------ |
| Blauwe trui | Maciej Paterski   | CCC Sprandi Polkowice | 86     |
| 2           | Marko Kump        | Adria Mobil           | 52     |
| 3           | Roman Majkin      | RusVelo               | 48     |
|             |                   |                       |        |
| 7           | Dimitri Claeys    | Vérandas Willems      | 30     |
| 23          | Coen Vermeltfoort | Join-S\|De Rijke      | 15     |

| Plaats      | Naam               | Ploeg                 | Punten |
| ----------- | ------------------ | --------------------- | ------ |
| Groene trui | Maciej Paterski    | CCC Sprandi Polkowice | 30     |
| 2           | Jordi Simón        | Ecuador               | 13     |
| 3           | Marco Tizza        | Idea 2010 ASD         | 10     |
|             |                    |                       |        |
| 12          | Taco van der Hoorn | Join-S\|De Rijke      | 3      |
| 14          | Stef Van Zummeren  | Vérandas Willems      | 2      |

| Plaats     | Naam                | Ploeg              | Punten     |
| ---------- | ------------------- | ------------------ | ---------- |
| Witte trui | Edward Ravasi       | Italië             | 22u06'55"  |
| 2          | José Tito Hernandéz | GM                 | + 5'26"    |
| 3          | Marko Pavlič        | Radenska Ljubljana | + 11'44"   |
|            |                     |                    |            |
| 25         | Daan Myngheer       | Vérandas Willems   | + 43'26"   |
| 31         | Taco van der Hoorn  | Join-S\|De Rijke   | + 1u02'52" |

| Plaats | Ploeg                 | Tijd      |
| ------ | --------------------- | --------- |
|        | CCC Sprandi Polkowice | 66u19'48" |
| 2      | Adria Mobil           | + 16'47"  |
| 3      | RusVelo               | + 23'52"  |
|        |                       |           |
| 8      | Vérandas Willems      | + 40'06"  |
| 11     | Join-S\|De Rijke      | + 46'33"  |

## Klassementenverloop
| Etappe       | Winnaar         | Algemeen klassement · | Puntenklassement · | Bergklassement · | Jongerenklassement · | Ploegenklassement ·   |
| ------------ | --------------- | --------------------- | ------------------ | ---------------- | -------------------- | --------------------- |
| 1            | Grega Bole      | Grega Bole            | Grega Bole         | Marco Tizza      | Felix Großschartner  | RusVelo               |
| 2            | Marko Kump      | Marko Kump            | Marko Kump         | Marco Tizza      | Felix Großschartner  | Adria Mobil           |
| 3            | Maciej Paterski | Maciej Paterski       | Maciej Paterski    | Maciej Paterski  | Edward Ravasi        | CCC Sprandi Polkowice |
| 4            | Dimitri Claeys  | Maciej Paterski       | Maciej Paterski    | Maciej Paterski  | Edward Ravasi        | CCC Sprandi Polkowice |
| 5            | Maciej Paterski | Maciej Paterski       | Maciej Paterski    | Maciej Paterski  | Edward Ravasi        | CCC Sprandi Polkowice |
| 0Eindstanden | 0Eindstanden    | Maciej Paterski       | Maciej Paterski    | Maciej Paterski  | Edward Ravasi        | CCC Sprandi Polkowice |

1994 · 1995 · 1996 · 1997 · 1998 · 1999 · 2000 · 2001 · 2002-2006 · 2007 · 2008-2014 · 2015 · 2016 · 2017 · 2018 · 2019 · 2020 · 2021 · 2022 · 2023 · 2024
Etappewedstrijden

 Ster van Bessèges · 
 Ronde van de Algarve · 
 Ruta del Sol · 
 Ronde van de Haut-Var · 
 Driedaagse van West-Vlaanderen · 
 Internationale Wielerweek · 
 Internationaal Wegcriterium · 
 Driedaagse van De Panne-Koksijde · 
 Ronde van de Sarthe · 
 Ronde van Castilië en León · 
 Ronde van Trentino · 
 Ronde van Kroatië · 
 Ronde van Turkije · 
 Ronde van Yorkshire · 
 Ronde van Asturië · 
 Vierdaagse van Duinkerke · 
 Ronde van Azerbeidzjan · 
 Ronde van Madrid · 
 Ronde van Beieren · 
 Ronde van Picardië · 
 Ronde van Noorwegen · 
 World Ports Classic · 
 Tour des Fjords · 
 Ronde van Estland · 
 Ronde van België · 
 Ronde van Luxemburg · 
 Boucles de la Mayenne · 
 Ster ZLM Toer · 
 Ronde van Slovenië · 
 Route du Sud · 
 Sibiu Cycling Tour · 
 Ronde van Oostenrijk · 
 Ronde van Wallonië · 
 Ronde van Portugal · 
 Ronde van Burgos · 
 Ronde van Denemarken · 
 Ronde van de Ain · 
 Ronde van Tsjechië · 
 Arctic Race of Norway · 
 Ronde van de Limousin · 
 Ronde van Poitou-Charentes · 
 Ronde van Groot-Brittannië · 
 Ronde van Gévaudan Languedoc-Roussillon · 
 Eurométropole Tour
Eendaagse wedstrijden

 Trofeo Santanyí-Ses Salines-Campos · 
 Trofeo Andratx-Mirador d'Es Colomer · 
 Trofeo Serra de Tramuntana · 
 Trofeo Playa de Palma-Palma · 
 GP La Marseillaise · 
 Grote Prijs van de Etruskische Kust · 
 Ronde van Murcia · 
 Clásica de Almería · 
 Trofeo Laigueglia · 
 Omloop Het Nieuwsblad · 
 Classic Sud Ardèche · 
 GP Lugano · 
 La Drôme Classic · 
 Kuurne-Brussel-Kuurne · 
 Le Samyn · 
 Strade Bianche · 
 Ronde van Drenthe · 
 Dwars door Drenthe · 
 Nokere Koerse · 
 GP Nobili Rubinetterie · 
 Handzame Classic · 
 Ronde van Zeeland Seaports · 
 Classic Loire-Atlantique · 
 Grote Prijs van Cholet-Pays de Loire · 
 Dwars door Vlaanderen · 
 Classica Corsica · 
 Route Adélie de Vitré · 
 Grote Prijs Miguel Indurain · 
 Volta Limburg Classic · 
 Ronde van La Rioja · 
 Parijs-Camembert · 
 Scheldeprijs · 
 Klasika Primavera · 
 Brabantse Pijl · 
 GP Denain · 
 Ronde van de Finistère · 
 Tro Bro Léon · 
 La Roue Tourangelle · 
 Ronde van de Apennijnen · 
 Grote Prijs van de Somme · 
 Grote Prijs van Plumelec · 
 ProRace Berlin · 
 Boucles de l'Aulne · 
 GP Kanton Aargau · 
 Ronde van Keulen · 
 Ronde van Limburg · 
 Velothon Wales · 
 Halle-Ingooigem · 
 Trofeo Matteotti · 
 GP Cerami · 
 GP Industria & Artigianato-Larciano · 
 Prueba Villafranca de Ordizia · 
 Ronde van Toscane · 
 Circuito de Getxo · 
 Polynormande · 
 RideLondon Classic · 
 GP Stad Zottegem · 
 Arnhem-Veenendaal Classic · 
 GP Jef Scherens · 
 Druivenkoers Overijse · 
 Schaal Sels · 
 Brussels Cycling Classic · 
 GP Fourmies · 
 Velothon Stockholm · 
 Ronde van de Doubs · 
 Coppa Bernocchi · 
 Coppa Agostoni · 
 GP van Wallonië · 
 Kampioenschap van Vlaanderen · 
 Memorial Marco Pantani · 
 Grote Prijs Impanis-Van Petegem · 
 GP van Isbergues · 
 GP Industria & Commercio di Prato · 
 Omloop van het Houtland · 
 Duo Normand · 
 Ronde van de Drie Valleien · 
 Milaan-Turijn · 
 Ronde van Piemonte · 
 Ronde van het Münsterland · 
 Ronde van de Vendée · 
 Memorial Frank Vandenbroucke · 
 Coppa Sabatini · 
 Parijs-Bourges · 
 Ronde van Emilia · 
 GP Beghelli · 
 Parijs-Tours · 
 Nationale Sluitingsprijs · 
 Chrono des Nations